# Anochecer (Asimov)
Anochecer es una novela de ciencia ficción del escritor Isaac Asimov y Robert Silverberg, basada en una novela corta homónima de Asimov escrita con anterioridad y ganadora de varios premios que la harían uno de los relatos más reconocidos de la ciencia ficción. 
En los últimos años de su vida, después de culminar con las continuaciones de novelas anteriores, entre ellas la Saga de la Fundación, a Asimov se le sugirió que colaborase con nuevos autores profundizando en las historias que había escrito como cuentos o novelas cortas. Anochecer es uno de los relatos de los que más orgulloso se sentía Asimov. Es más, a su empresa (creó una por razones fiscales), le dio ese mismo nombre.

## Argumento
La novela se desarrolla en 3 capítulos:
1. "Atardecer": Variados sucesos aislados ponen en contexto al lector, dándole a conocer Kalgash, un planeta ficticio semejante a la Tierra, pero que pese a su igualdad, Kalgash disfruta de la luz perpetua gracias a sus 6 soles. Pero en Ciudad Saro, los descubrimientos de un grupo de astrónomos y de una arqueóloga nos conducen a una situación a la cual Kalgash solo tiene que hacer frente cada 2049 años: La inminente oscuridad.
2. "Anochecer": En los momentos finales de la civilización, entre la incredulidad y el pánico de los ciudadanos de Ciudad Saro, los hombres que todavía mantienen la calma antes de la tormenta esperan pacientes los hechos que han predicho durante los últimos meses, mientras eran difamados por la prensa y atacados por diferentes grupos religiosos. Ya en el observatorio, estas personas se disponen a contemplar los acontecimientos que según la opinión médica, debido a la total falta de luz y a la aparición de un fenómeno no del todo claro llamado Las estrellas, llevara a cualquier hombre a la locura.
3. "Amanecer": Ya es de día. El pandemonio de la noche ha pasado y solo ha dejado atrás a algunos supervivientes y un enorme rastro de destrucción. En el nuevo Kalgash se presentan los indicios de locura y paranoia que el espectáculo de la noche causó, y hasta los más cuerdos se ven involucrados en actos de extrema barbarie. Pero hay algo más grande aún: la lucha por el control del planeta se libra con dos bandos que incluso en nuestra cultura batallan desde hace tiempo: La ciencia y la religión. ¿En manos de quien estará Kalgash durante los próximos 2049 años?

El cuento original, por otra parte, solo relata los hechos ocurridos en el segundo capítulo de nombre homónimo, omitiendo los sucesos anteriores o posteriores que tuvieron lugar en la novela.